# El Pilar (Albacete)
El Pilar es un barrio de la ciudad española de Albacete localizado al noroeste de la capital. Con 15 223 habitantes (2012) es uno de los barrios más poblados de Albacete. 
Es un barrio tradicional y castizo de la ciudad que alberga infraestructuras simbólicas como la iglesia del Pilar o la fuente de la Tamos, y que es atravesado en dirección suroeste-noreste y partido en dos por la Circunvalación de Albacete, gran vía de comunicación de la capital albaceteña.

## Geografía

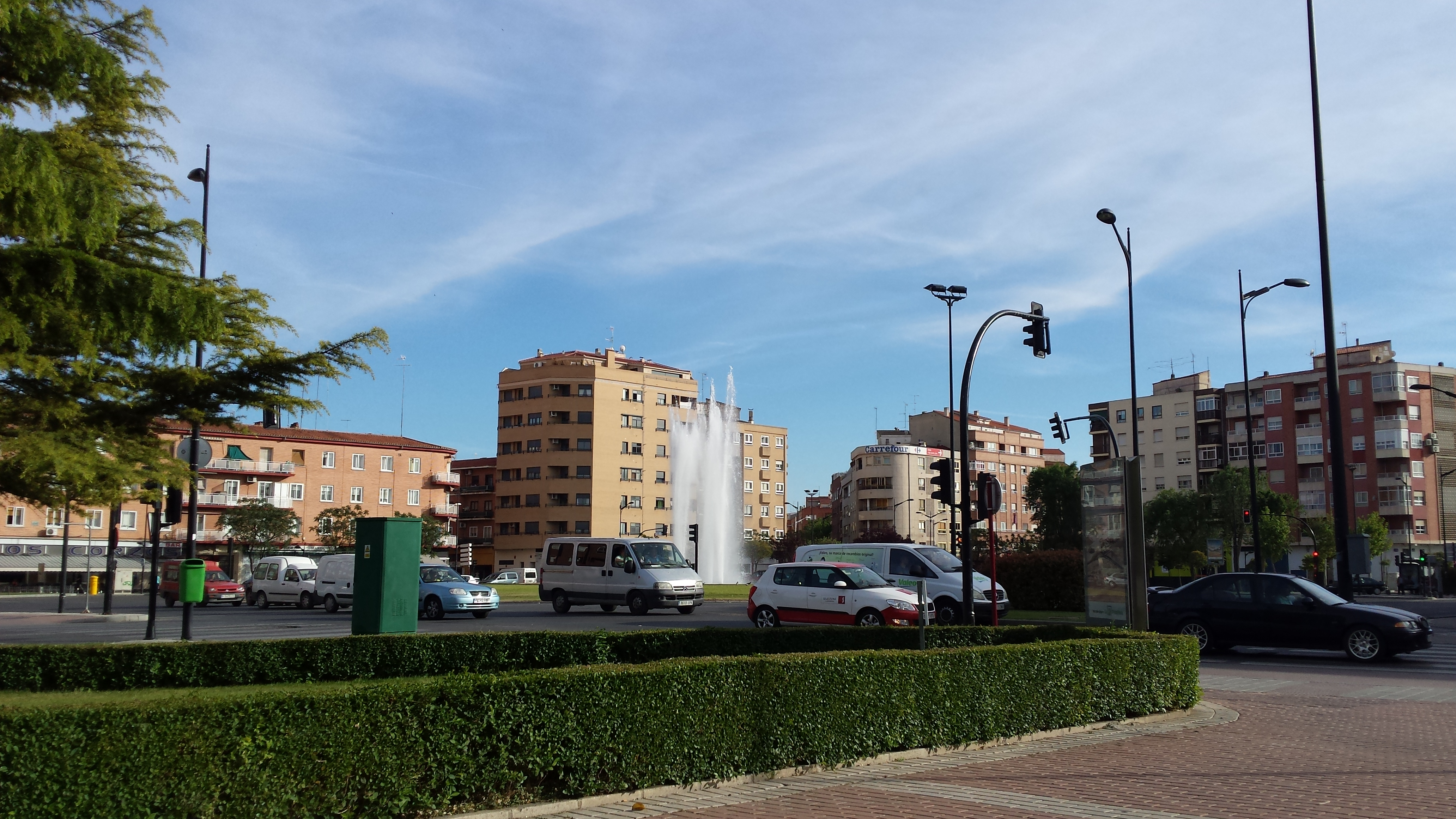
Edificios de El Pilar al fondo de la fuente de la Tamos

El barrio, con forma irregular, está situado al noroeste de la ciudad de Albacete, entre las avenidas Ramón Menéndez Pidal, Arquitecto Julio Carrilero y de los Toreros y las calles La Roda (Circunvalación), Poniente, Jaca y Virgen del Pilar. Linda con los barrios Feria al sur, Industria al este, Cañicas e Imaginalia al norte y San Pablo al oeste. Forma parte del distrito D de Albacete junto con los barrios Canal de María Cristina, Feria, Cañicas, Imaginalia y San Pablo.

## Demografía
El Pilar tiene 15 223 habitantes (2012): 7574 mujeres y 7649 hombres.  Es uno de los barrios con mayor porcentaje de población joven de la ciudad. La población mayor de 65 años supone el 13,19 % del total de la población del barrio, mientras que la población infantil se sitúa en el 17,24 %. La población extranjera es del 4,6 % del total del barrio. El porcentaje de personas que viven solas alcanza el 7,6 %. El nivel educativo del barrio es bajo.

## Religión
El Pilar alberga la iglesia de Nuestra Señora del Pilar, símbolo distintivo del barrio, obra del arquitecto Luis García de la Rasilla Navarro-Reveter, cuyo aparejo de ladrillo y piedra combina la tradición clásica universal con la castiza local.

## Educación
En el barrio se localizan el Colegio de Educación Infantil y Primaria Cristóbal Colón y el CEIP Diego Velázquez, ambos públicos.

## Ocio

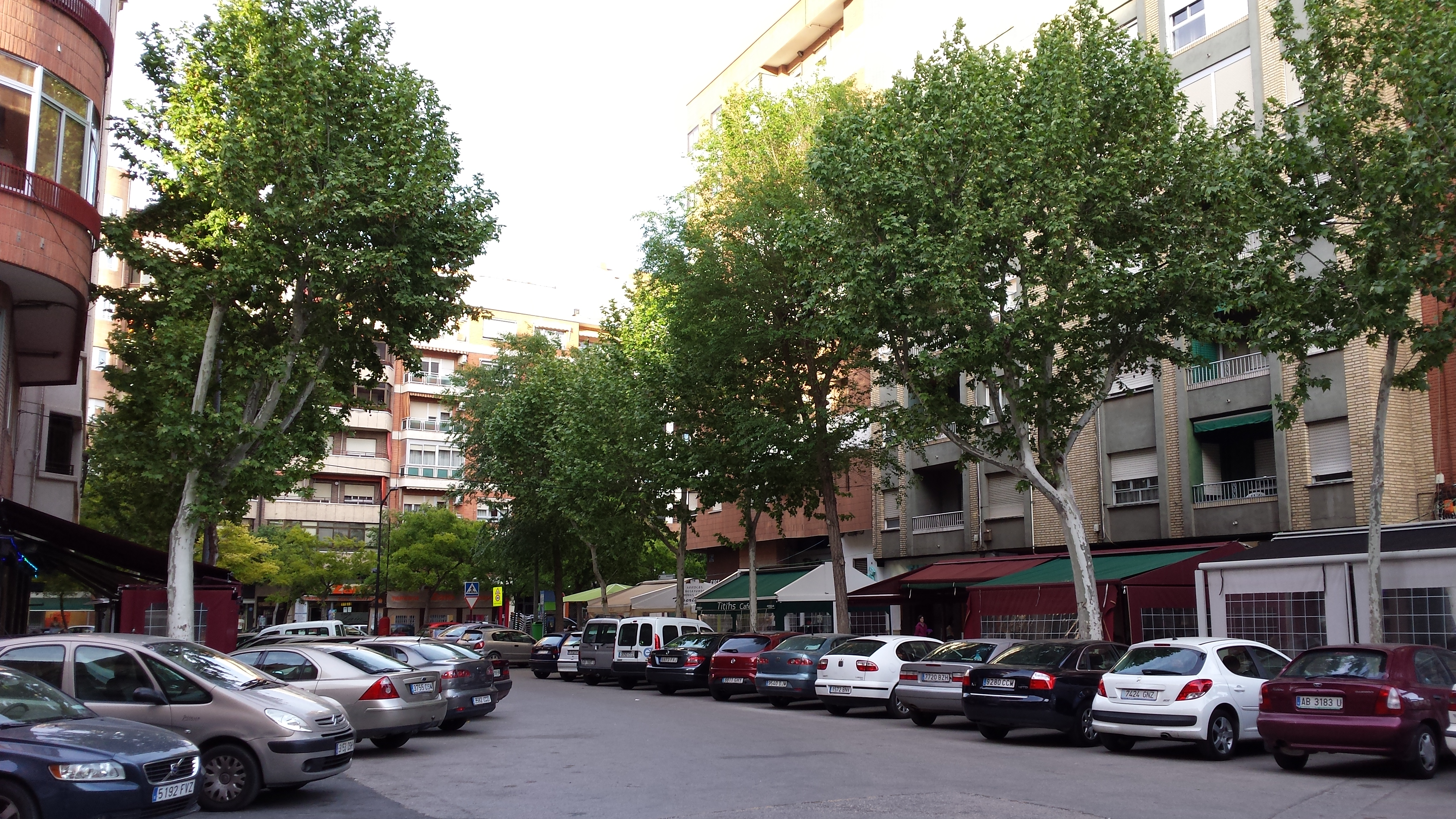
Los Titis

En el límite entre los barrios El Pilar y Feria se sitúa una de las zonas de marcha de la capital, Los Titis, situada junto a la plaza de Isabel II y en el primer tramo de la avenida Arquitecto Carrilero, con grandes terrazas muy concurridas.

## Cultura
En el barrio se encuentra el Centro Sociocultural El Pilar «José Oliva», así como la Asociación Cultural Amigos de Cuba de Albacete, entre otras entidades culturales.

## Fiestas
Las fiestas oficiales del castizo barrio de la capital manchega se celebran anualmente a mediados de octubre.

## Transporte
El barrio queda conectado mediante las siguientes líneas de autobús urbano:
| Línea | Trayecto | Recorrido                                                         | Frecuencia                                         |
| ----- | --- | ----------------------------------------------------------------- | -------------------------------------------------- |
|       | Campus UCLM - Barrio de Vereda | Recorrido Archivado el 1 de noviembre de 2014 en Wayback Machine. | 12-18 minutos                                      |
|       | Campus UCLM - Barrio de Vereda | Recorrido Archivado el 17 de abril de 2014 en Wayback Machine.    | 12-18 minutos                                      |
|       | Estación de Ferrocarril - Estación de Autobuses - Hospital General Universitario - Hospital Universitario Ntra. Señora del Perpetuo Socorro | Recorrido Archivado el 22 de febrero de 2014 en Wayback Machine.  | 15-22 minutos                                      |
|       | Ciudad - Parque Empresarial Campollano | Recorrido Archivado el 17 de abril de 2014 en Wayback Machine.    | Salidas 7:20, 8:20, 14:40, 15:20 (desde la ciudad) |